# Pando (Lima)
Pando es una localidad peruana ubicada en el distrito de Supe, perteneciente a la provincia de Barranca del departamento de Lima, en la costa central del Perú. 

## Ubicación
Pando se ubica al sur de la provincia de Barranca, en el distrito de Supe, en el departamento de Lima.

## Demografía
En 2017 Pando tenía una población de 12 habitantes.
| Gráfica de evolución demográfica de Pando entre 1993 y 2017 |
|                                                             |
| Fuentes: Población 1993 y 2017                              |